# Jacqueline Robert
Jacqueline Robert is een Belgisch voormalig schutter.

## Levensloop
Robert behaalde zilver op de Europese kampioenschappen van 1961 te Bern in het onderdeel trap.